# NUTS:RO
Als NUTS:RO oder NUTS-Regionen in Rumänien bezeichnet man die territoriale Gliederung Rumäniens gemäß der europäischen „Systematik der Gebietseinheiten für die Statistik“ (NUTS).

## Grundlagen
In Rumänien werden die drei NUTS-Ebenen wie folgt belegt:
- NUTS-1: 4 Makroregionen
- NUTS-2: 8 Planungsregionen
- NUTS-3: die 42 Kreise
- LAU: 3181 Munizipien

## Liste der NUTS-Regionen in Rumänien
| NUTS 1 | NUTS 1              | NUTS 2 | NUTS 2           | NUTS 3    | NUTS 3                                                            | NUTS 3 |
| Code   | Makroregionen       | Code   | Planungsregionen | Code      | Kreise                                                            |        |
| ------ | ------------------- | ------ | ---------------- | --------- | ----------------------------------------------------------------- | ------ |
| RO1    | Macroregiunea Unu   | RO11   | Nord-Vest        | RO111-116 | Bihor, Bistrița-Năsăud, Cluj, Maramureș, Satu Mare, Sălaj         |        |
| RO1    | Macroregiunea Unu   | RO12   | Centru           | RO121-126 | Alba, Brașov, Covasna, Harghita, Mureș, Sibiu                     |        |
| RO2    | Macroregiunea Doi   | RO21   | Nord-Est         | RO211-216 | Bacău, Botoșani, Iași, Neamț, Suceava, Vaslui                     |        |
| RO2    | Macroregiunea Doi   | RO22   | Sud-Est          | RO221-226 | Brăila, Buzău, Constanța, Galați, Tulcea, Vrancea                 |        |
| RO3    | Macroregiunea Trei  | RO31   | Sud – Muntenia   | RO311-317 | Argeș, Călărași, Dâmbovița, Giurgiu, Ialomița, Prahova, Teleorman |        |
| RO3    | Macroregiunea Trei  | RO32   | București-Ilfov  | RO321-322 | București, Ilfov                                                  |        |
| RO4    | Macroregiunea Patru | RO41   | Sud-Vest Oltenia | RO411-415 | Dolj, Gorj, Mehedinți, Olt, Vâlcea                                |        |
| RO4    | Macroregiunea Patru | RO42   | Vest             | RO421-424 | Arad, Caraș-Severin, Hunedoara, Timiș                             |        |
|        |                     |        |                  |           |                                                                   |        |